# Ol' Dirty Bastard
Рассел Тайрон Джонс (англ. Russell Tyrone Jones), більш відомий під псевдонімом Ol' Dirty Bastard (укр. Старий Брудний Виродок) - американський репер, учасник і один із засновників гурту Wu-Tang Clan. Народився 15 листопада 1968 в Брукліні, Нью-Йорк. Помер 13 листопада 2004 року, від зупинки серця, за 2 дні до свого 36-го дня народження. 
Ol' Dirty Bastard був відомий своїми «обурливо профанними, вільно-асоціативними римами, виголошеними в характерному напівреп-напівспіваному стилі» Його псевдонім походить від китайського фільму бойових мистецтв Ol' Dirty and the Bastard (також званий An Old Kung Fu Master).

## Біографія

### Дитинство і юність
Рассел Тайрон народився 15 листопада 1968 року в Брукліні. У дитинстві, разом зі своїми кузенами, Робертом Діггзом (пізніше став відомим під псевдонімом RZA) і Гері Грайсом (пізніше став відомим під псевдонімом GZA), любив слухати реп і дивитися фільми про кунгфу.
У 1993 році вони об'єднуються з ще п'ятьма друзями, утворюють групу Wu-Tang Clan і випускають дебютний альбом Enter the Wu-Tang (36 Chambers).

### Кар'єра

#### Сольна кар'єра
Ol' Dirty Bastard розпочав сольну кар'єру в 1995 році, що робить його другим (першим був Method Man, з його Tical, випущеним у 1994 році) учасником Wu-Tang Clan, який випустив сольний альбом. Альбом Return to the 36 Chambers: The Dirty Version був випущений 28 березня 1995 року. Сингли «Brooklyn Zoo» і «Shimmy Shimmy Ya» допомогли альбому стати платиновим.
У 1999 році, між судовими процесами, він випускає другий сольний альбом Nigga Please, який став успішним. Альбом посів 10 місце у чарті Billboard 200. Також на альбомі був присутній трек «Got Your Money», який також чекав успіх.

### Псевдонім
Ol'Dirty Bastard взяв свій псевдонім з фільму Mad Mad Kung Fu [Архівовано 11 березня 2022 у Wayback Machine.] (фільм також відомий під назвами Guai zhao ruan pi she, Ol'Dirty Kung Fu та Ol'Dirty & the Bastard ). Репер був відомий під псевдонімами Dirt McGirt, ODB, Osirus, Big Baby Jesus, Dirt Dog.

### Смерть
Незадовго до смерті багато хто став помічати дивну поведінку репера. Критик Стів Х'ю писав: «Тим, хто його знав, важко було сказати, що було результатом його дивної поведінки: серйозні проблеми з наркотиками або психічний розлад». Також Джонс все частіше згадував у піснях про смерть.
13 листопада 2004 року приблизно о 17:29 Джонс знепритомнів на студії звукозапису. Через годину було оголошено, що він помер. Похорони проходили в Брукліні, на них були присутні приблизно тисяча людей.
Офіційною причиною смерті названо передозування наркотиків; розтин виявив летальну дозу суміші кокаїну, трамадолу та синтетичних опіатів. Передозування було випадковим. Свідки кажуть, що у день смерті Джонс скаржився на біль у грудях.

## Дискографія
Студійні альбоми
- 1995: Return to the 36 Chambers: The Dirty Version
- 1999: Nigga Please
- A Son Unique (не випущено)

Мікстейпи
- 2005: Osirus